# Universidad CEU Fernando III
La Universidad CEU Fernando III es una universidad privada y católica, ubicada en Bormujos, Sevilla, Andalucía (España). Su nombre rinde homenaje al Rey Fernando el Santo.
Su oferta inicial incluyó 10 títulos de grado, 6 dobles grados, 6 másteres y 2 programas de doctorado. Esta oferta se ha extendido para su segundo año con otros 6 títulos de grado y 2 másteres más, incluyendo una nueva facultad, dedicada a las ciencias de la salud y la vida.

## Historia

### Antecedentes
El 5 de septiembre de 2006, el Consejo de Gobierno de la Junta de Andalucía aprobó el Proyecto de Ley de Reconocimiento de la Universidad Fernando III, cuyo Anteproyecto de Ley había sido iniciado a trámite el 10 de mayo de 2005, y el 21 de marzo de 2007 el Parlamento de Andalucía aprobó la Ley de Reconocimiento de la Universidad Fernando III.
El proyecto estuvo gestionado por la Fundación Universidad Fernando III, una fundación promovida por la Fundación San Pablo Andalucía (CEU) (fundación creada, a su vez, por la Fundación Universitaria San Pablo CEU y la archidiócesis de Sevilla) y por la Compañía de Jesús. El 11 de julio de 2009 se anunció la intención de abandonar la idea de la creación de la Universidad por diferencias entre la Fundación San Pablo Andalucía (CEU) y ETEA (Compañía de Jesús), decidiendo la Compañía de Jesús seguir adelante por su cuenta con la creación de la Universidad Loyola Andalucía.

### Creación y aprobación de la universidad
La Fundación Universitaria San Pablo CEU decide retomar el proyecto. En septiembre de 2019, a través de la Fundación San Pablo CEU Andalucía, se constituye la Fundación Universitaria Fernando III El Santo, que queda inscrita en el Registro de Fundaciones de Andalucía el 19 de diciembre de 2019, en la Sección Primera, «Fundaciones docentes, científicas, de investigación y de desarrollo tecnológico», con el número SE-1489. 
El 22 de abril de 2020, esta nueva Fundación, solicita  reconocimiento de la Universidad privada “Universidad Fernando III”.
En 2022 el Consejo de Gobierno de la Junta de Andalucía aprueba el inicio del proceso legislativo de reconocimiento de la Universidad CEU Fernando III, inicialmente en el campus de Bormujos, en Sevilla, con desarrollo posterior por toda Andalucía. Su titular es la Fundación Universitaria CEU Fernando III El Santo, entidad de iniciativa social. La Ley 10/2023, de 3 de octubre, de reconocimiento de la universidad privada CEU Fernando III, oficializó finalmente la aprobación de la cuarta universidad CEU en España.
En abril de 2024 se publicó en el BOE el convenio entre la Agencia Nacional de Evaluación de la Calidad y Acreditación y la Universidad CEU Fernando III, para la evaluación de la actividad investigadora del personal docente e investigador contratado.

### Inicio de actividad
En septiembre de 2024 se autorizó el inicio de la actividad de la Universidad, se aprobaron sus Normas de Organización y Funcionamiento, y se autorizó la implantación de enseñanzas universitarias y la creación de los centros encargados de la gestión administrativa y organización de las mismas.
En octubre de 2024, se realizó la inauguración de su primer curso académico, iniciando su actividad con una cifra de alrededor de 400 alumnos.

## Facultades y escuelas
La Universidad Fernando III cuentra con tres facultades y una escuela politécnica: 
- Facultad de Ciencias Empresariales y Jurídicas.
- Escuela Politécnica Superior.
- Facultad de Humanidades, Educación y Deportes.
- Facultad de Ciencias de la Salud y de la Vida.[2]

Se ubican en el campus CEU de Andalucía (calle Maimónides, Bormujos). Coord: 37°22′12″N 6°5′16.5″O / 37.37000, -6.087917